# Тангоа (острів)

Тангоа — острів у Вануату в Тихому океані. Він розташований біля південного узбережжя найбільшого острова Вануату Еспіриту-Санто в провінції Санма. Місцеві жителі розмовляють мовою тангоа. 

## Освіта
Інститут підготовки вчителів (пізніше перейменований на Інститут навчання Тангоа) працював на острові з 1895 по 1970 рік,  коли Пресвітеріанська церква Вануату заснувала там Пресвітеріанський біблійний коледж. Він діяв з 1971 по 1986 рік, а пізніше об’єднався з Теологічним навчальним центром Аулуа, і сформував Навчальний центр Міністерства Талуа. 

## Список літератури

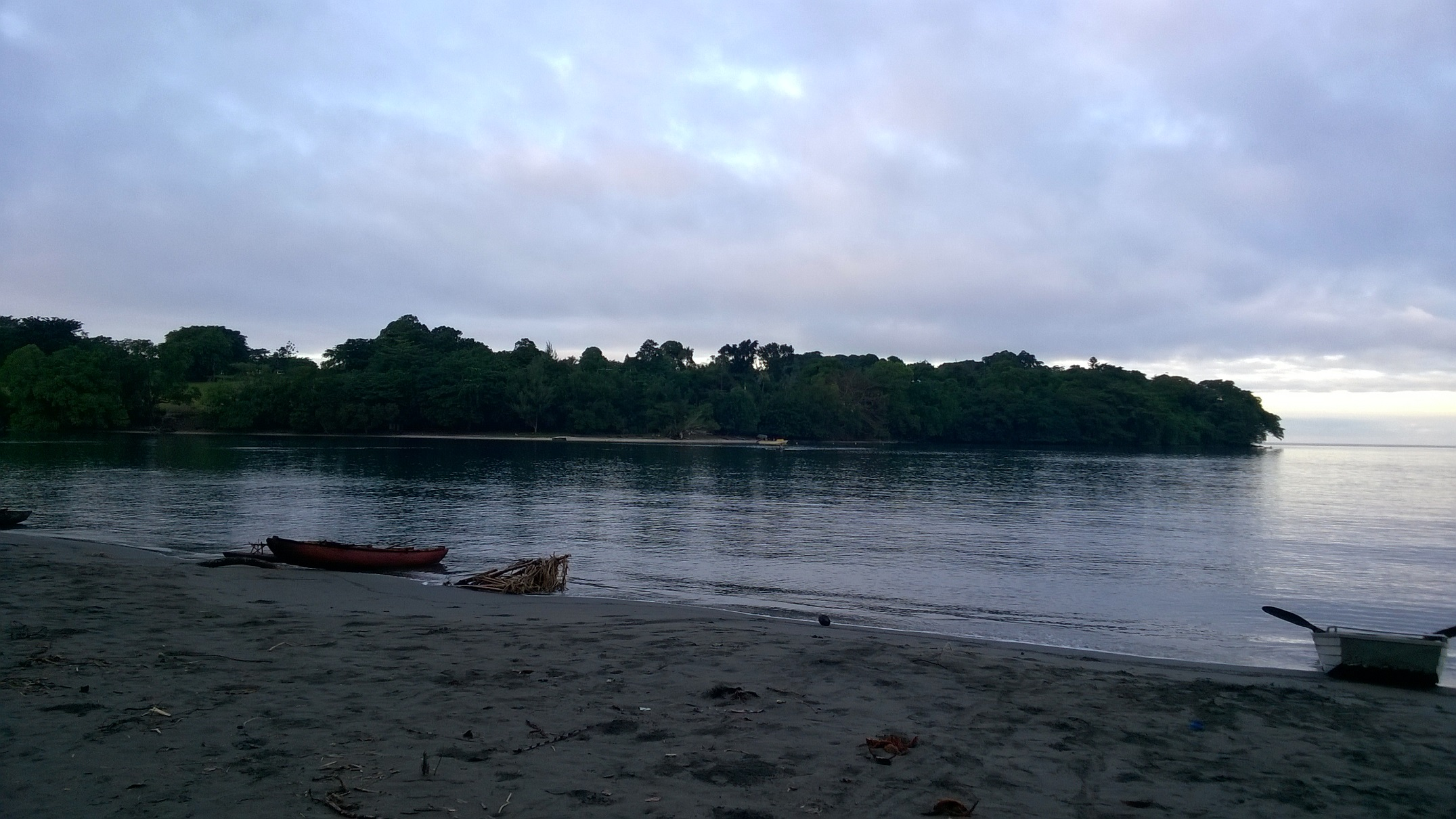
Острів Тангоа